# Eccellenza Sardegna 2023-2024
Il campionato italiano di calcio di Eccellenza regionale 2023-2024 è la 33ª edizione del campionato di Eccellenza, quinta serie del campionato italiano di calcio e prima serie regionale. Le 17 partecipanti dell'Eccellenza Sardegna 2023-2024 prendono parte anche parte alla Coppa Italia Dilettanti Sardegna 2023-2024.

## Stagione

### Novità
Il Comitato Regionale Sardegna ha optato per un campionato a 17 squadre, considerando la promozione in Serie D 2023-2024 del Latte Dolce e del Budoni nella passata stagione, la retrocessione dalla Serie D dell'Ilvamaddalena, la vittoria dei campionati di Promozione di Villasimius, Barisardo e Tempio, oltre alle altre 13 squadre confermate.

### Formula
La prima classificata è promossa in Serie D, mentre le squadre classificatesi dalla seconda alla quinta posizione in classifica disputano i play off per decretare la squadra che accederà agli spareggi nazionali. Le retrocessioni sono quattro: le ultime tre della graduatoria vengono retrocesse direttamente, mentre la quarta viene determinata da uno spareggio andata e ritorno tra la quart'ultima e la quint'ultima. L'incontro, che non si disputa nel caso in cui la differenza in classifica sia uguale o maggiore a sette punti, ha la partita di ritorno in casa della meglio piazzata,  non prevede né supplementari e né regola del gol in trasferta, e in caso di parità retrocederà la peggior classificata.

## Squadre partecipanti
| Club                      | Città                | Stadio                                                              | Stagione precedente                            |
| ------------------------- | -------------------- | ------------------------------------------------------------------- | ---------------------------------------------- |
| Barisardo                 | Barisardo (NU)       | Campo Comunale Circillai                                            | 1º in Promozione Sardegna girone B, promosso   |
| Bosa                      | Bosa (OR)            | Stadio Meloni di Pozzomaggiore (provvisorio) Stadio Comunale Italia | 9º in Eccellenza Sardegna                      |
| Calangianus               | Calangianus (SS)     | Stadio Signora Chiara                                               | 10º in Eccellenza Sardegna                     |
| Carbonia                  | Carbonia (SU)        | Stadio Carlo Zoboli                                                 | 8º in Eccellenza Sardegna                      |
| Ferrini Cagliari          | Cagliari             | Campo Ferrini "Piero Polese"                                        | 4º in Eccellenza Sardegna                      |
| Ghilarza                  | Ghilarza (OR)        | Campo Comunale Walter Frau                                          | 3º in Eccellenza Sardegna                      |
| Ilvamaddalena             | La Maddalena (SS)    | Stadio Salvatore Zichina                                            | 17º in Serie D girone G, retrocesso            |
| Li Punti                  | Sassari (Li Punti)   | Comunale Li Punti - Sassari                                         | 13º in Eccellenza Sardegna                     |
| Iglesias                  | Iglesias (CA)        | Stadio Monteponi                                                    | 12º in Eccellenza Sardegna                     |
| Ossese                    | Ossi (SS)            | Campo Comunale Walter Frau                                          | 7º in Eccellenza Sardegna                      |
| San Teodoro-Porto Rotondo | San Teodoro (SS)     | Stadio Comunale                                                     | 5º in Eccellenza Sardegna                      |
| Sant'Elena                | Quartucciu (CA)      | Stadio Funtana noa (Serdiana)                                       | 17º in Eccellenza Sardegna (salvo ai play-out) |
| Taloro Gavoi              | Gavoi (NU)           | Campo Comunale Maristiai                                            | 6º in Eccellenza Sardegna                      |
| Tempio                    | Tempio Pausania (SS) | Stadio Nino Manconi                                                 | 1º in Promozione Sardegna girone C, promosso   |
| Tharros                   | Oristano             | Stadio Tharros                                                      | 11º in Eccellenza Sardegna                     |
| Villacidrese              | Villacidro (SU)      | Stadio Villacidro                                                   | 14º in Eccellenza Sardegna                     |
| Villasimius               | Villasimius          | Stadio Comunale Is Casas                                            | 1º in Promozione girone A, promosso            |

## Classifica finale
|  | Pos. | Squadra                   | Pt | G  | V  | N  | P  | GF | GS | DR  |
|  | ---- | ------------------------- | -- | -- | -- | -- | -- | -- | -- | --- |
|  | 1.   | Ilvamaddalena             | 67 | 32 | 20 | 7  | 5  | 50 | 19 | 31  |
|  | 2.   | Ossese                    | 62 | 32 | 19 | 5  | 8  | 62 | 40 | 22  |
|  | 3.   | Villasimius               | 57 | 32 | 16 | 9  | 7  | 47 | 33 | 14  |
|  | 4.   | Tempio                    | 55 | 32 | 15 | 10 | 7  | 59 | 35 | 24  |
|  | 5.   | Ferrini Cagliari          | 53 | 32 | 14 | 11 | 7  | 46 | 29 | 17  |
|  | 6.   | Ghilarza                  | 51 | 32 | 16 | 3  | 13 | 55 | 51 | 4   |
|  | 7.   | Barisardo                 | 45 | 32 | 12 | 9  | 11 | 38 | 42 | -4  |
|  | 8.   | Iglesias                  | 44 | 32 | 11 | 11 | 10 | 37 | 36 | 1   |
|  | 9.   | Taloro Gavoi              | 43 | 32 | 12 | 7  | 13 | 38 | 39 | -1  |
|  | 10.  | Li Punti                  | 42 | 32 | 11 | 9  | 12 | 43 | 43 | 0   |
|  | 11.  | Calangianus               | 41 | 32 | 11 | 8  | 13 | 26 | 28 | -2  |
|  | 12.  | San Teodoro-Porto Rotondo | 41 | 32 | 11 | 8  | 13 | 52 | 55 | -3  |
|  | 13.  | Tharros                   | 39 | 32 | 11 | 6  | 15 | 46 | 47 | -1  |
|  | 14.  | Carbonia                  | 35 | 32 | 9  | 8  | 15 | 33 | 52 | -19 |
|  | 15.  | Bosa                      | 29 | 32 | 8  | 5  | 19 | 29 | 55 | -26 |
|  | 16.  | Sant'Elena                | 25 | 32 | 6  | 7  | 19 | 27 | 54 | -27 |
|  | 17.  | Villacidrese              | 21 | 32 | 4  | 9  | 19 | 26 | 56 | -30 |

Legenda
       Promossa in Serie D 2024-2025.
      Ammessa ai play-off nazionali.
 ammessa ai play-off - ammessa ai play-out.
       Retrocessa in Promozione Sardegna 2024-2025.
Regolamento:
Tre punti a vittoria, uno a pareggio, zero a sconfitta.
In caso di arrivo di due o più squadre a pari punti, la graduatoria verrà stilata secondo la classifica avulsa tra le squadre interessate che prevede, in ordine, i seguenti criteri:
- Punti negli scontri diretti
- Differenza reti negli scontri diretti
- Differenza reti generale
- Reti realizzate in generale
- Sorteggio

## Spareggi

### Play-off

#### Semifinali
In caso di pareggio nei 120' passa il turno la squadra meglio piazzata nella stagione regolare.
|             | Risultati |         | Luogo e data               |
| ----------- | --------- | ------- | -------------------------- |
| Ossese      | 3-0       | Ferrini | Ossi, 5 Maggio 2024        |
| Villasimius | 1-0       | Tempio  | Villasimius, 5 Maggio 2024 |
|             |           |         |                            |

#### Finale
|        | Risultati |             | Luogo e data              |
| ------ | --------- | ----------- | ------------------------- |
| Ossese | 3-1       | Villasimius | Abbasanta, 11 Maggio 2024 |
|        |           |             |                           |

### Play-out
In caso di parità rimane in Eccellenza la squadra meglio piazzata in classifica.
|          | Risultati |          | Luogo e data             |
| -------- | --------- | -------- | ------------------------ |
| Carbonia | 3-0       | Tharros  | Carbonia, 5 Maggio 2024  |
| Tharros  | 1-0       | Carbonia | Terralba, 11 Maggio 2024 |
|          |           |          |                          |